# Mohamed Sillah (Basketballspieler)
Mohamed Sillah (* 20. März 2002) ist ein sierra-leonischer Basketballspieler.

## Werdegang
Sillah begann 2018 beim MTV Pfaffenhofen mit dem Basketballsport und wechselte rasch in die Nachwuchsabteilung des FC Bayern München. 2019 gewann er mit der U19-Mannschaft des Vereins die deutsche Meisterschaft dieser Wettkampfklasse. Ende September 2019 erhielt Sillah seinen ersten Einsatz in der zweiten Herrenmannschaft des FC Bayern in der 2. Bundesliga ProB. Anfang April 2022 bestritt er sein erstes Spiel in der Basketball-Bundesliga.
Im Sommer 2023 wechselte er zum Zweitligaverein BBC Bayreuth. Sillah bestritt für die Oberfranken verletzungsbedingt nur neun Zweitligaspiele. Seinen ersten Pflichtspieleinsatz für Bayreuth verbuchte er im März 2024. Man trennte sich am Ende der Saison 2023/24 wieder. Im August 2024 gab Zweitligist Crailsheim Merlins Sillahs Verpflichtung bekannt. Am 16. Januar 2025 geben die Crailsheimer die Trennung mit sofortiger Wirkung bekannt.
Im Juli 2025 berichteten mehrere Medien über Anzeigen gegen Sillah sowie Ermittlungen von Staatsanwaltschaften. Es ist von den Vorwürfen Vergewaltigung, Gewalt, Betrug, Diebstahl und Nötigung die Rede.